# Рыжкина, Марианна Альбертовна
Мариа́нна Альбе́ртовна Ры́жкина (род. 12 февраля 1971, Москва) — российская балерина, хореограф и педагог, прима-балерина Большого театра в 1989—2015 годах Заслуженная артистка России (2002). Главный балетмейстер театра оперы и балета Республики Коми (2018—2020).

## Биография
Родилась в семье дирижёра Государственного академического хореографического ансамбля «Березка» имени Н. С. Надеждиной
заслуженного артиста РСФСР Альберта Григорьевича Рыжкина. Мать — Валентина Сергеевна Рыжкина.
Прима-балерина Большого театра, заслуженная артистка России, балетмейстер, педагог, лауреат международных конкурсов артистов балета им. Сержа Лифаря в Киеве и в Японии (г. Осака). «Best of The West» 2002 (лучшее выступление года) США (Fort Worth). Победительница конкурса «Золотая лира» 2004 (Женское лицо года, творческая элита Москвы). «Душа танца» 2016, премия журнала «Балет».
Выпускница Московского академического хореографического училища (класс Елены Рябинкиной). Первым педагогом Рыжкиной была Н. В. Тимофеева, которая пригласила Марианну в свой класс и подготовила с ней первый сольные партии. С Раисой Степановной Стручковой было создано множество ведущих партий и концертных номеров. Под руководством Екатерины Сергеевны Максимовой и в творческом союзе с ней Марианна проработала около 10 лет.
Екатерина Максимова так отзывалась о Марианне Рыжкиной:

Марианна Рыжкина обратилась ко мне с просьбой помочь подготовить «Лебединое озеро». Я с большой опаской начала с Марьяшей репетировать, хотя, честно говоря, сильно сомневалась в успехе. И вот когда мы начали работать, я увидела, как из гадкого утёнка она постепенно превращается в настоящего лебедя. Она из ничего начала делать роль, буквально как скульптор её вылепливала. И ведь справилась — получилось интересно, очень по-своему! В «Жизели» Марианну сначала тоже «не видели», долго эту роль не давали. И вдруг в ней стала раскрываться удивительная драматическая выразительность. У Марианны получилась потрясающая Жизель. Она начала раскрываться артистически, раскрывать то, что ей было дано, но оказалось пока невостребованным. Вдруг проявилось, что она обладает редкой способностью сценического перевоплощения. — Е. С. Максимова
Окончила балетмейстерское отделение Московской Государственной Академии хореографии. Её постановки: «Капричос» М. Брух (2005) Большой театр мастерская молодых хореографов, «Эпизод» К. Дебюсси (2007) Большой театр мастерская молодых хореографов, «Импульс», Ф. Шанкар (2008), «Мне не сидится» Гершвин (2010), «После бала» В.-А. Моцарт (2011), «Не просто любовь» Р. Щедрин (2013), «Путь» К. Орф (2013), «Навсегда» М. Найман (2014) Большой театр Гала-концерт памяти Екатерины Максимовой, презентация автомобиля Hyundai Genesis −2014 г., Барвиха Luxury Village, балет "Мадам Баттерфляй "Дж. Пуччини (2014) Израильский национальный балет, премия «Лучший балетный спектакль 2014 года», «Вариации на тему рококо» П. И. Чайковский (2016) с Маэстро А.Рудиным и оркестром «Музыка Вива», «Шёл трамвай 10-й номер…» (2016) муз. Театр Станиславского и Немировича-Данченко проект «Точка пересечения», балет «Парад» Э. Сати (2016) с оркестром театра Новая Опера по приглашению Маэстро Яна Латам-Кёнига. Редакция балета «Парад» на муз. Э. Сати − 2016 год, Большой театр, проект «Лица». Ассистент М. Л. Лавровского при постановке балета «Ромео и Джульетта» Л. М. Лавровского в театре Сан-Марко (Неаполь, 2016).
Марианна первая исполнительница в Большом театре партии Катарины в балете Дж. Кранко «Укрощение строптивой».
В Большом театре танцевала с приглашёнными звёздами: «Дон Кихот» с Хулио Бокка, «Сильфида» с Йоханом Кобборгом.
Марианна Рыжкина является приглашённой балериной в труппе Metropolitan Ballet Company (США), где исполнила партию Кармен «Кармен-сюита» (А. Алонсо), «Гибель розы» (хор. Р. Пети), «Жар-прица» (хор. Дж. Баланчина), «Пахита», «Баядерка», «Щелкунчик» и др.
Доцент кафедры хореографии в РАТИ ГИТИС. Ведёт курс «Искусство балетмейстера».
Член жюри XVI конкурса артистов балета «Арабеск» (2020 год).

### Семья
Муж — Ефимов Борис Григорьевич, солист Большого театра, был партнёром Майи Плисецкой. Сыновья: Клим (род. 1992) — артист балета Большого театра, Глеб (род. 1998) — студент МГУ им. Ломоносова.

## Творчество

### Репертуар вБольшом театре
- 1989 — «Жизель», редакция Юрия Григоровича — Вставное па де де
- 1990 — «Щелкунчик», балетмейстер Юрий Григорович — Испанская кукла и Коломбина
- 1990 — «Жизель», редакция Юрия Григоровича — Две виллисы
- 1993 — «Шопениана», хореография Михаила Фокина — Одиннадцатый вальс
- 1993 — «Раймонда», хореография Мариуса Петипа, редакция Юрия Григоровича — Первая вариация в картине «Грезы Раймонды»
- 1993 — «Корсар», хореография Мариуса Петипа, редакция Константина Сергеева — Первая одалиска
- 1993 — «Легенда о любви», балетмейстер Юрий Григорович — Подруги Ширин
- 1993 — «Щелкунчик», балетмейстер Юрий Григорович — Французская кукла
- 1994 — «Корсар», хореография Мариуса Петипа, редакция Юрия Григоровича — Третья одалиска и Па де де купца и невольницы
- 1994 — «Любовью за любовь», балетмейстер Вера Боккадоро — Беатриче
- 1994 — «Дон Кихот», хореография Александра Горского, редакция Юрия Григоровича — Амур — первая исполнительница
- 1995 — «Чиполлино», балетмейстер Генрих Майоров — Редисочка
- 1995 — «Щелкунчик», балетмейстер Юрий Григорович — Мари
- 1995 — «Сильфида», хореография Августа Бурнонвиля, постановка Эльзы Марианны фон Розен — Эффи
- 1995 — «Легенда о любви», балетмейстер Юрий Григорович — Ширин
- 1996 — «Ромео и Джульетта», хореография Леонида Лавровского — Подруга Джульетты
- 1996 — «Лебединое озеро», балетмейстер Юрий Григорович — Сверстницы принца
- 1996 — «Укрощение строптивой», хореография Джона Крэнко — Катарина — первая исполнительница
- 1996 — «Баядерка», редакция Юрия Григоровича — Вторая вариация в картине «Тени»
- 1996 — «Лебединое озеро», балетмейстер Владимир Васильев — Фрейлины — первая исполнительница
- 1997 — опера «Иван Сусанин», хореография Ростислава Захарова — Вальс
- 1997 — «Спящая красавица», хореография Мариуса Петипа, редакция Юрия Григоровича — Фея Беззаботности и Фея Бриллиантов
- 1997 — «Дон Кихот», хореография Александра Горского, редакция Юрия Григоровича — Китри
- 1999 — «Спящая красавица», хореография Мариуса Петипа, редакция Юрия Григоровича — Принцесса Флорина
- 1999 — «Сильфида», хореография Августа Бурнонвиля, постановка Эльзы Марианны фон Розен — Сильфида
- 1999 — «Симфония до мажор», хореография Джорджа Баланчина — Солистка I части
- 1999 — «Дон Кихот», редакция Алексея Фадеечева — Китри
- 2000 — «Дочь фараона», балетмейстер Пьер Лакотт — Гвадалквивир
- 2001 — «Жизель», редакция Владимира Васильева — Жизель
- 2001 — «Лебединое озеро», балетмейстер Юрий Григорович (2-я редакция) — Сверстницы принца и Польская невеста
- 2001 — «Жизель», редакция Юрия Григоровича — Жизель
- 2002 — «Тщетная предосторожность», хореография Фредерика Аштона, постановка Александра Гранта — Лиза
- 2004 — «Симфония до мажор», хореография Джорджа Баланчина — Солистка III части
- 2004 — «Тарантелла», хореография Джорджа Баланчина
- 2005 — «Сон в летнюю ночь», хореография Джона Ноймайера — Елена
- 2005 — «Предзнаменования», хореография Леонида Мясина — Легкомыслие — первая исполнительница
- 2005 — «Парижское веселье», хореография Леонида Мясина — Продавщица перчаток
- 2006 — «Спартак», балетмейстер Юрий Григорович — Фригия
- 2006 — «Па де де Чайковского», хореография Джорджа Баланчина — Солистка
- 2007 — «В комнате наверху», хореография Твайлы Тарп — Солистка — первая исполнительница
- 2007 — «Корсар», хореография Мариуса Петипа, постановка и новая хореография Алексея Ратманского и Юрия Бурлаки — Гюльнара
- 2007 — «Класс-концерт», хореография Асафа Мессерера — Солистка
- 2008 — «Анюта», балетмейстер Владимир Васильев — Анюта
- 2008 — Большое классическое па из балета «Пахита», хореография Мариуса Петипа, редакция Юрия Бурлаки — Вариация — первая исполнительница
- 2008 — «Сильфида», хореография Августа Бурнонвиля, постановка Йохана Кобборга — Сильфида
- 2010 — «Herman Schmerman», хореография Уильяма Форсайта — Па де де
- 2011 — «Рубины», хореография Джорджа Баланчина — Солистка

### Репертуар в Метрополитэн Классикал балет
- 2000 — «Щелкунчик», балетмейстер Александр Ветров — Клара
- 2001 — «Кармен-сюита», хореография Альберто Алонсо — Кармен
- 2001 — «Гибель розы», хореография Ролана Пети
- 2004 — «Жар-птица», хореография Джорджа Баланчина — Жар-птица
- 2007 — «Баядерка», хореография Мариуса Петипа, редакция Александр Ветров — Гамзатти

## Звания и награды
- 1994 — Лауреат Международного конкурса артистов балета имени Сержа Лифаря в Киеве (III премия)
- 1995 — Лауреат Международного конкурса артистов балета в Осаке (Япония) (II премия)
- 2002 — Заслуженная артистка Российской Федерации[3]
- 2002 — «Best of The West»(лучшее выступление года) США Fort Worth.
- 2004 — Победительница конкурса «Золотая лира» (Лицо года в номинации «танец», Москва)
- 2016 — «Душа танца» ,Премия журнала Балет.